# Macroglossum mitchellii
Macroglossum mitchellii is een vlinder uit de familie van de pijlstaarten (Sphingidae). De wetenschappelijke naam van de soort werd in 1875 gepubliceerd door Jean Baptiste Boisduval. Boisduval vermeldde de naam van het geslacht als "Macroglossa" Ochsenh. Het holotype bevond zich ten tijde van de publicatie van de naam in de collectie van Boisduval, en was afkomstig van Java. Boisduvals collectie werd naderhand verkocht aan Charles Oberthür, en de Sphingidae bevinden zich nu in het Carnegie Museum of Natural History. De soort werd vernoemd naar David William Mitchell, voormalig secretaris van de Zoological Society of London en ten tijde van zijn overlijden in 1859 directeur van het aquarium van Le Jardin d'acclimatation in Parijs.
In 1857 had Édouard Ménétries al een naam "Macroglossa mitchelii" gepubliceerd, voor een soort waarvan een exemplaar werd verzameld op Java. Deze naam was echter een nomen nudum omdat Ménétriés op geen enkele wijze een beschrijving of afbeelding gaf.